# Weinviertel
El Weinviertel (traducción literal, cuadrante vinícola) o Viertel unter dem Manhartsberg (cuadrante bajo el Manhartsberg) es el cuadrante nororiental de los cuatro cuadrantes o áreas en las que se divide comúnmente el estado autriaco de Baja Austria.

## Geografía
Los límites del Weinviertel son: al este Eslovaquia con el río Morava; al sur las regiones de Mostviertel y Industrieviertel, estando el límite definido por el Wagram, el Danubio y la llanura del río Morava; el oeste se encuentra el Waldviertel siendo la frontera tradicional el Manhartsberg; y al norte, la región checa de Moravia. El río Dyje o Thaya cruza la frontera de un lado al otro.
Algunos ríos importantes de la región son el Göllersbach, el Hamelbach, el Pulkau, el Rußbach, el Schmida, el Waidenbach, y el Zaya.

### Distritos
Los siguientes distritos de Baja Austria se consideran parte del Weinviertel:
- Distrito de Gänserndorf
- Distrito de Hollabrunn
- Distrito de Korneuburg
- Distrito de Mistelbach
- La jurisdicción de Kirchberg am Wagram, que forma parte del distrito de Tulln
- Algunas pequeñas zonas de los distritos de Horn, Krems-Land y Wien-Umgebung.

## Economía

### Viticultura
El nombre de Weinviertel quiere decir, literalmente, cuadrante vinícola. Es la mayor zona vitivinícola de Austria. Las variedades de uva más importantes son:
- Grüner Veltliner
- Pinot Blanc
- Welschriesling
- Zweigelt
- Blauer Portugieser

### Industria
Aparte de la agricultura y la viticultura, existen otras industrias que contribuyen a la economía de la región. Destacan entre éstas los campos petrolíferos en la zona oriental, explotados por la empresa petrolífera OMV, localizados en las "localidades petrolíferas" de Neusiedl an der Zaya, Zistersdorf, Matzen, Auersthal y Prottes.

### Comunicaciones
Las conexiones por ferrocarril más importantes son la línea Franz Josef, la línea del norte y la línea oriental.

## Galería de imágenes

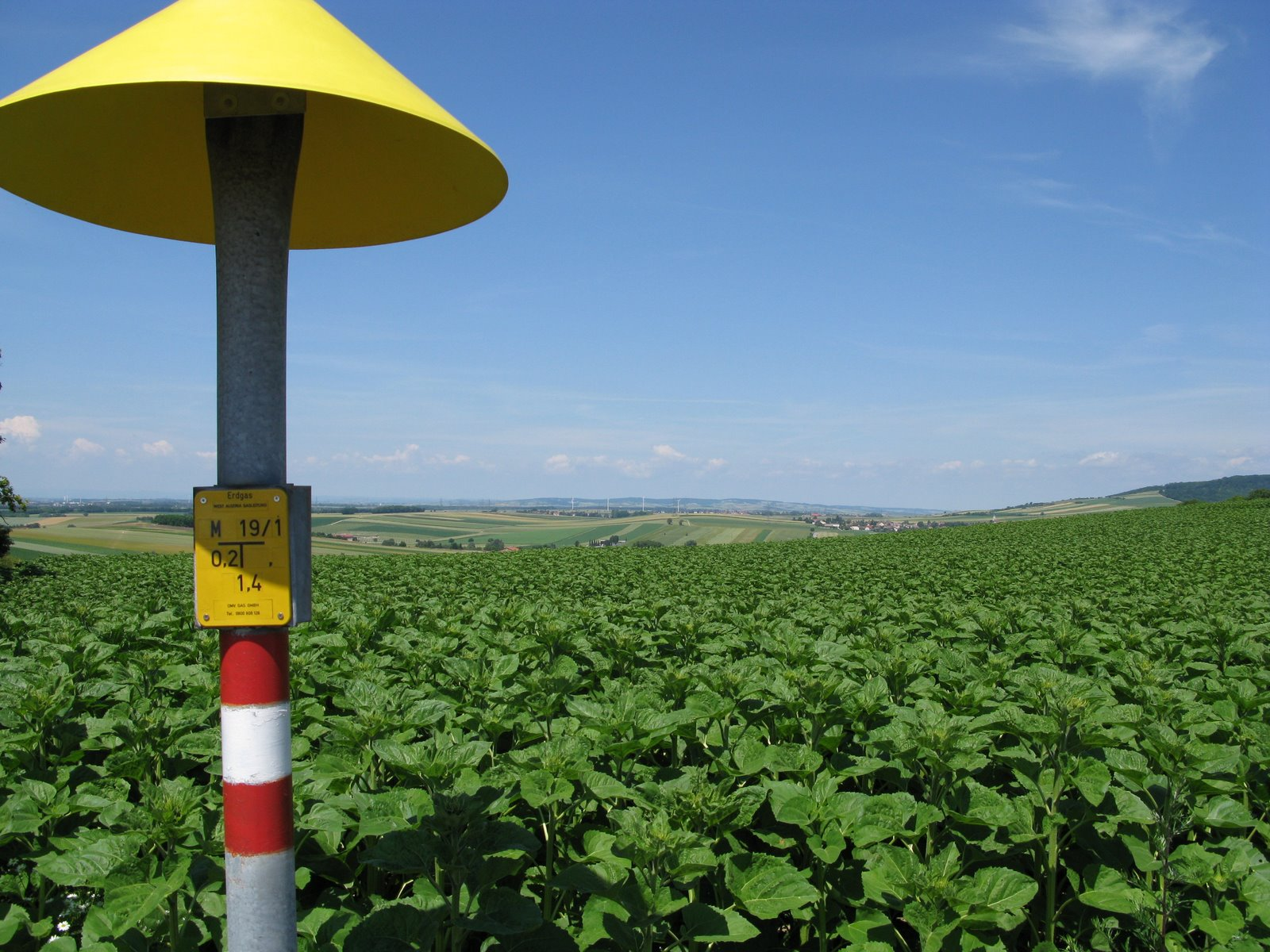
Cerca Oberrohrbach
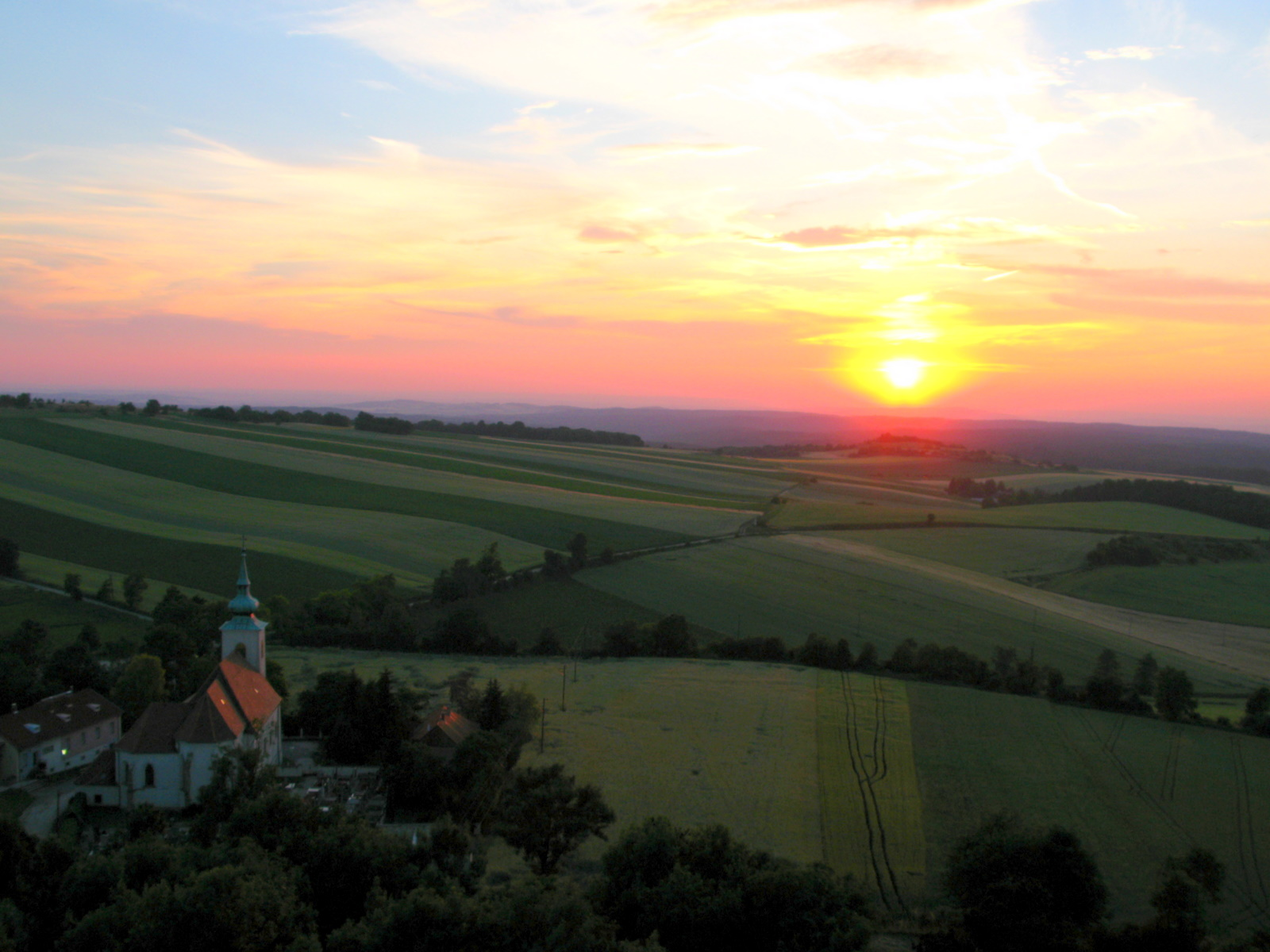
Oberleis